# Schoenolirion
Schoenolirion là một chi thực vật có hoa trong họ Asparagaceae.